# Riefenstahl (pel·lícula)
Riefenstahl és una pel·lícula documental alemanya del 2024 escrita i dirigida per Andres Veiel. Tracta sobre la cineasta Leni Riefenstahl. La pel·lícula es va estrenar el 29 d'agost de 2024 al Festival de Cinema de Venècia i va arribar als cinemes alemanys el 31 d'octubre de 2024. S'ha subtitulat al català per a FilminCAT.
Leni Riefenstahl va ser guardonada diverses vegades al Festival de Cinema de Venècia. El 1932, va rebre la medalla de plata per Das blaue Licht; el 1934, la medalla d'or per Triumph des Willens; i, el 1938, la medalla d'or de la Coppa Mussolini a la millor pel·lícula estrangera per Olympia.